# Dacnusa soma
Dacnusa soma är en stekelart som först beskrevs av Nixon 1948.  Dacnusa soma ingår i släktet Dacnusa och familjen bracksteklar. Arten är reproducerande i Sverige. Inga underarter finns listade i Catalogue of Life.